# Municipio de Pleasant Ridge (Illinois)
El municipio de Pleasant Ridge (en inglés: Pleasant Ridge Township) es un municipio ubicado en el condado de Livingston en el estado estadounidense de Illinois. En el año 2010 tenía una población de 252 habitantes y una densidad poblacional de 3,32 personas por km².

## Geografía
El municipio de Pleasant Ridge se encuentra ubicado en las coordenadas 40°47′44″N 88°24′49″O / 40.79556, -88.41361. Según la Oficina del Censo de los Estados Unidos, el municipio tiene una superficie total de 75.95 km², de la cual 75,95 km² corresponden a tierra firme y (0 %) 0 km² es agua.

## Demografía
Según el censo de 2010, había 252 personas residiendo en el municipio de Pleasant Ridge. La densidad de población era de 3,32 hab./km². De los 252 habitantes, el municipio de Pleasant Ridge estaba compuesto por el 99,6 % blancos y el 0,4 % eran de una mezcla de razas. Del total de la población el 3,57 % eran hispanos o latinos de cualquier raza.